# Claro (Guatemala)
Claro (legalmente Claro Guatemala, S.A.) es una filial guatemalteca de Claro, propiedad de América Móvil, que opera en la República de Guatemala, con sede central en la Ciudad de Guatemala. Hasta 2019 operaba con la marca Movistar y era una filial de la empresa española Telefónica.
El 24 de enero de 2019, Movistar Guatemala fue adquirido por la empresa de telecomunicaciones mexicana América Móvil. A partir de octubre de 2019 comenzó a comercializarse bajo la marca Claro.

## Historia
Telefónica Móviles Guatemala, S.A. inició sus operaciones en Guatemala en 1999 con la marca comercial Movistar, lo que significaba un proceso de entrada de un nuevo mercado con la intención de ofrecer los servicios de telefonía móvil, resolviendo a los usuarios la necesidad de comunicarse. Desde que comenzó sus operaciones, Telefónica desarrolló una estrategia de largo plazo para posicionarse con fuerza en el mercado, a través de grandes inversiones en infraestructura.
En octubre de 2019, a raíz de la compra por parte de América Móvil de todos sus activos, la empresa adquiere el nombre de Claro Guatemala, S.A. y comenzó a operar bajo la marca Claro.

## Empresas relacionadas
- Telefónica Guatemala: se encargaba de los servicios de telefonía móvil y en los datos móviles.
- Movistar Móviles de Centroamérica: fue una de las empresas más grandes de Centroamérica en el sector de las telecomunicaciones, ayudaba a países centroamericanos en ofrecer los servicios de telefonía, implementando tecnologías más avanzadas posibles con la ayuda de inversiones.
- Claro Guatemala: es la empresa actual, la cual trabaja bajo la marca Claro pero con la red de Movistar.